# Santa's Coming for Us
«Santa’s coming for Us» (en español: —«Santa Viene hacia Nosotros»—) es el sencillo principal de Everyday Is Christmas, el octavo álbum de estudio de la cantante australiana Sia. Compuesta por Sia y Greg Kurstin, la canción aborda las alegrías asociadas con la temporada navideña y utiliza, entre otras cosas, campanas para darle un toque invernal a la composición. El estilo jazzístico de la instrumentación se ve reforzado por la presencia del scat de la cantante. Los críticos de habla inglesa señalan la debilidad de la letra de la canción y evocan similitudes con «Santa Claus Is Coming to Town» de John Frederick Coots y Haven Gillespie. El videoclip lo dirigió Marc Klasfeld y está protagonizado por celebridades como Kristen Bell, Henry Winkler y Dax Shepard en una comida navideña.
Lanzado el 30 de octubre de 2017, el título apareció en el ranking navideño en muchos países. Sin embargo, «Santa's Coming for Us» no logró ingresar al Hot 100 en los Estados Unidos, aunque logró ascender a la cima del ranking de Adult Contemporary durante dos semanas.

## Antecedentes

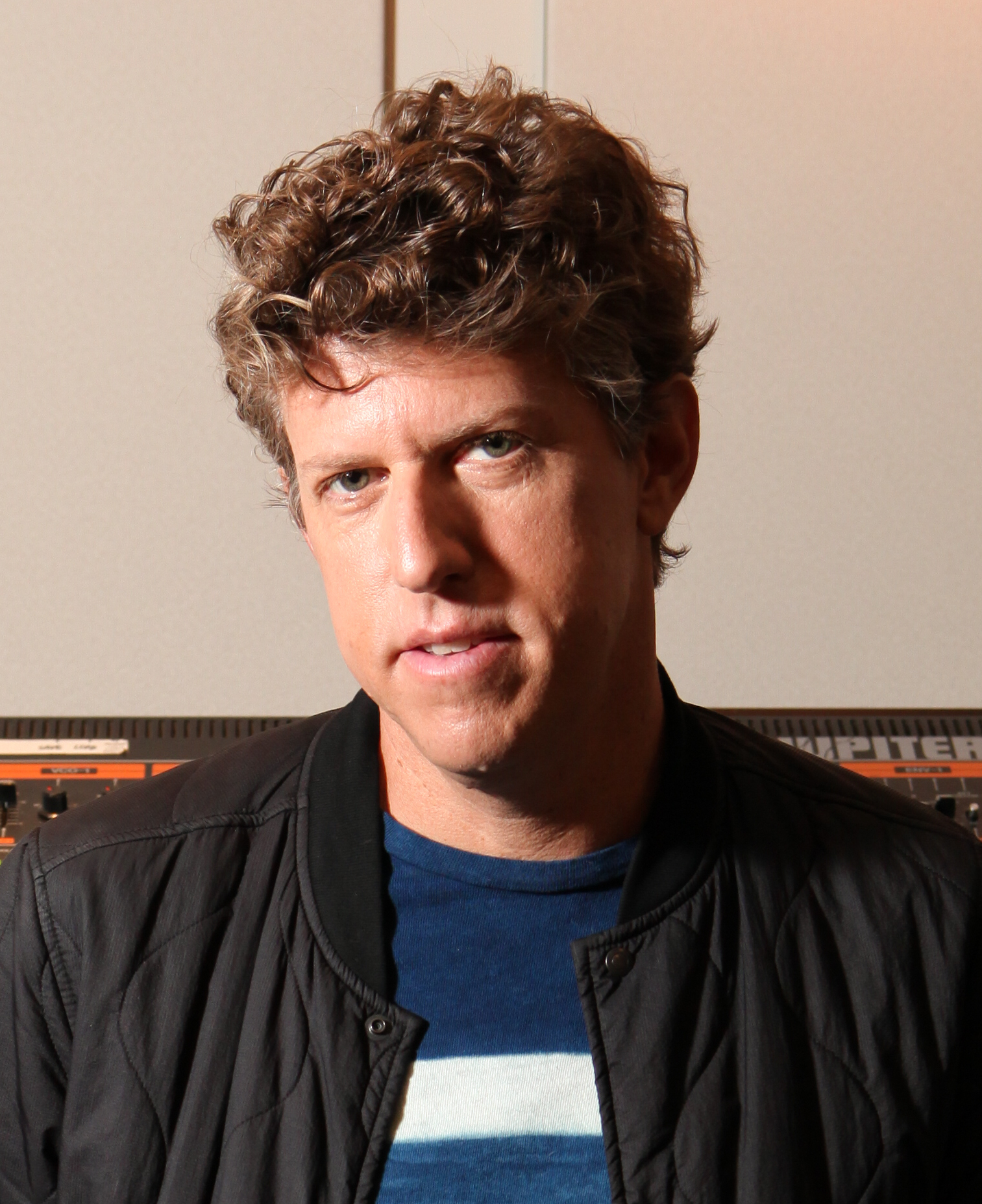
Para «Santa's Coming for Us», Sia colaboró con Greg Kurstin.

Para este título, la cantante australiana Sia se unió al productor y compositor estadounidense Greg Kurstin con quien ya ha trabajado durante una década. Sobre esta colaboración, el productor dijo: «Me recordó la época en que solíamos editar acordes de jazz», evocando el período previo a la peluca de la cantante. En cuanto al resto del álbum, la canción se gragó en mayo de 2017 en Echo Studios en Los Ángeles, mezclada en MixStar Studios en Virginia Beach, Virginia y masterizada en el estudio Sterling Sound en Nueva York. El sencillo salió a la venta en formato digital el 30 de octubre de 2017.

## Composición
«Santa's Coming for Us» es una canción navideña de jazz y pop cuyo tono está en re bemol mayor. Con un compás de 4/4 común, tiene un tempo moderadamente rápido de 94 pulsaciones por minuto y un ritmo parecido al del reggae. Las campanas y los cascabeles se usan para dar una sensación de postal navideña a la canción. La canción se reproduce en un ambiente retro que recuerda a artistas contemporáneos como Nick Waterhouse o Mark Ronson. El estilo de jazz del título, descrito como «excéntrico» por la revista estadounidense Billboard, se ve contrarrestado por la voz de la cantante. Su scat poco convencional en el coro se convierte en el gancho repetitivo de la canción, lo que le da un aire de jazz libre empaquetado en una estructura pop. El rango vocal de la cantante está entre las notas si3 y  ré5. En cuanto aa la letra de la canción, se refiere a la alegría por el período navideño.

## Créditos
Créditos adaptados de las notas de  Everyday Is Christmas.
- Composición — Sia Furler, Greg Kurstin
- Producción — Greg Kurstin
- Percusión, bajo, piano, teclado, guitarra — Greg Kurstin
- Saxofón barítono, saxofón bajo, saxofón tenor, trombón, trompeta — David Ralicke
- Voz — Sia Furler
- Ingeniería de sonido —  Greg Kurstin, Alex Pasco
- Ingeniería de mezcla — John Hanes
- Mezcla — Serban Ghenea
- Masterización —  Chris Gehringer